# Khilfah
Khilfah (tiếng Ả Rập: خلفة) là một ngôi làng ở Syria nằm ở phía đông của Homs thuộc quận Al-Mukharram, tỉnh Homs. Theo Cục Thống kê Trung ương Syria, Khilfah có dân số 1.068 trong cuộc điều tra dân số năm 2004.